# Felipe Benítez Reyes
Felipe Benítez Reyes (Rota, Cádiz, 25 de febrero de 1960) es un escritor español, autor de una obra versátil que abarca poesía, novelas, relatos, ensayos y artículos de opinión.

## Biografía
Inició sus últimos estudios en Rota, su lugar de nacimiento, y después los continuó en el Colegio San Luis Gonzaga de El Puerto de Santa María. Estudió Filología Hispánica en las universidades de Cádiz y Sevilla. Actualmente reside en su pueblo natal.
Felipe Benítez Reyes encarna la visión lúcida y desencantada de la existencia. Con un lenguaje brillante y preciso, el autor contempla la realidad con ironía y propósito desmitificador.
Sus libros están traducidos al inglés, al italiano, al ruso, al francés, al rumano y al portugués.

## Obra

### Poesía
- Paraíso manuscrito (Sevilla: calle del Aire, 1982)
- Los vanos mundos (Granada: Maillot Amarillo, 1985)
- Pruebas de autor (Sevilla: Renacimiento, 1989)
- La mala compañía (Valencia: Mestral, 1989)
- Sombras particulares (Madrid: Visor, 1992)
- Vidas improbables (Madrid: Visor, 1995)
- El equipaje abierto (Barcelona: Tusquets, 1996)
- Escaparate de venenos (Barcelona: Tusquets, 2000)
- La misma luna (Madrid: Visor, 2007)
- Las identidades (Madrid: Visor, 2012)
- Ya la sombra (Madrid: Visor, 2018)
- Los expedientes de la madrugada (Madrid: Visor, 2023)
- La ocasión y el homenaje (2023)

La última gran antología de su poesía es Libros de poemas (Madrid: Visor, 2009), que reúne su producción de 1978 a 2008.

#### Traducciones
- T. S. Eliot: Prufrock y otras observaciones (2000), traducción y notas
- Vladimir Nabokov: Poemas (2004)

### Ensayo
- Rafael de Paula (1987)
- Bazar de ingenios (1991), artículos literarios 1984-1990
- La maleta del náufrago (1997), cuaderno de notas 1981-1990
- Gente del siglo (1997), artículos literarios 1982-1996
- Palco de sombra (1997), artículos taurinos 1985-1991
- Serranía de Ronda (1999), libro de viaje
- El ocaso y el oriente (2000), artículos de prensa 1990-2000
- Papel de envoltorio (2001), artículos de prensa
- Don Quijote y Don Juan, muñecos místicos (2005)
- Las respuestas retóricas (2011)
- Oficina universal de soluciones (2013), artículos de prensa
- Política y polichinela (2014), artículos de prensa
- El intruso honorífico (2019)

### Narrativa
- Chistera de duende (1991)
- Tratándose de ustedes (1992)
- Un mundo peligroso (1994), relatos
- La propiedad del paraíso (1995)
- Humo (1995)
- con Luis García Montero: Impares, fila 13 (1996)
- Maneras de perder (1997), relatos
- El novio del mundo (1998)
- Lo que viene después de lo peor (1998), novela juvenil
- Los libros errantes (2002), novela juvenil
- El pensamiento de los monstruos (2002)
- Mercado de espejismos (2007)
- El caballo cobarde (2008), novela juvenil
- Oficios estelares (2009), recopilación de los relatos de Un mundo peligroso, Maneras de perder y el inédito Fragilidades y desórdenes
- Formulaciones tautológicas (2010), relatos
- Cada cual y lo extraño (2013), relatos
- El azar y viceversa (2016)[2]
- Por regiones fingidas (2020), relatos

### Teatro
- Los astrólogos errantes: leyenda en verso en tres actos (2005)

## Premios
- Ciutat de Valencia 1988 de poesía, por la mala compañía (1985-1987) (1988)
- Premio Loewe de poesía, por Sombras particulares (1992)
- Premio Ateneo de Sevilla de novela, por Humo (1995)
- Premio Internacional de Poesía Ciudad de Melilla, por Vidas improbables (1995)
- Premio de la Crítica, por Vidas improbables (1996)
- Premio Nacional de Poesía de España, por Vidas improbables (1996)
- Concurso de Cuentos Hucha de Oro, por El campeón (2004)
- Premio Nadal de novela, por Mercado de espejismos (2007)
- Premio Julio Camba de Periodismo, por El tiempo y el paraíso (2007)
- Premio Iberoamericano de Poesía Hermanos Machado, por La ocasión y el homenaje (2023)[3]
- Premio Internacional de Poesía Marpoética, por Los expedientes de la madrugada (2023)[4]
- Certamen Literario Internacional de novela breve Ciudad de Murcia Ramón Gaya (2023)[5]